# Děbin
Děbin (rusky Дебин) je sídlo městského typu v jagodninském okrese v Magadanské oblasti na ruském Dálném východě. Žije zde 447 obyvatel (2024).

## Geografie
Děbin se nachází 300 km vzdušnou čarou severně od oblastního města Magadanu na levém břehu Kolymy, asi 40 km pod Kolymskou přehradou. 4 km od obce proti proudu Kolymy se nachází stejnojmenná řeka Děbin. 

## Dějiny
Osada Děbin byla založena v roce 1935 v souvislosti s vybudováním přívozu přes Kolymu. Původně se jmenovala Perepravaja, což v ruštině znamená přeprava. Na březích Kolymy se již od roku 1935 nacházely domy a hospodářské objekty stavitelů Kolymské trasy, mostu přes Kolymu a zaměstnanců přívozu  – jak vězňů, tak svobodně najatých pracovníků. V roce 1937 byl most přes Kolymu dokončen, a na základě příkazu Dalstroje z 28. června 1937 získala osada současný název Děbin, což v jakutštině znamená rezavý. Kopce obklopující údolí řeky mají červenožlutou barvu, podobnou rzi. Děbin se během několika let stal jedním z nejvýznamnějších sídel centrální Kolymy.
Od roku 1937 do roku 1946 byl v Děbinu dislokován 22. kolymský střelecký pluk vojsk NKVD. V části Děbinu, známé jako Kolympolka, byly postaveny rozsáhlé třípatrové kasárenské budovy, největší na Kolymě až do počátku 60. let, garáže, domy pro rodiny důstojníků, kotelna, pomocné hospodářství a další objekty. Tyto stavby tvořily základ obecní infrastruktury. V roce 1953 získal Děbin status sídla městského typu.
V období gulagů se Děbin stal základnou jednoho z největších pracovních táborů na Kolymě, spravovaného organizací Dalstroj. Hlavní činností zde bylo využívání nucené práce vězňů pro těžbu zlata. V roce 1946 byla do Děbinu přesunuta Ústřední nemocniční správa Severovýchodních nápravných pracovních táborů (USVITL). Nemocnice byla zřízena v budově kasáren v Kolympolce. V době svého věznění zde jako zdravotní pomocník pracoval i sovětský spisovatel Varlam Šalamov.
V 50. a 60. letech 20. století byla v Děbinu velká zdravotnická škola, kde se vzdělávali studenti nejen z Magadanské oblasti, ale i z Jakutska a Čukotky. V 70. letech 20. století byl Děbin známý jako zdravotnické středisko, byla zde krajská nemocnice a krajské dětské sanatorium.
Po rozpadu SSSR zažil Děbin, stejně jako většina sídel v Magadanské oblasti, významný úpadek. Snížení centrální podpory a ekonomických investic vedlo k postupnému snižování populace. Děbin, který byl dříve klíčovým logistickým bodem na Kolymě a místem s rozsáhlou infrastrukturou, ztratil své strategické postavení.
V průběhu 90. let mnoho obyvatel odešlo kvůli omezeným pracovním příležitostem a zhoršujícím se životním podmínkám. Některé budovy, včetně bývalých zařízení gulagů a vojenských struktur, zůstaly opuštěné nebo byly zdemolovány. Přesto nemocnice, která vznikla během sovětského období, zůstala funkční a nadále slouží místnímu obyvatelstvu a okolním osadám.
Ve 20. letech 21. století je Děbin menší osadou, která se snaží najít nové způsoby existence, zejména v oblasti regionální historie a turismu spojeného s dědictvím Kolymy a gulagů. Přesto jeho budoucnost závisí na širších investicích do infrastruktury a obnovy v rámci Magadanské oblasti.
V roce 2022 byla v Děbinu instalována modulární budova autobusového nádraží.

## Demografie
| Rok  | Populace | Změna |
| ---- | -------- | ----- |
| 1959 | 4 759    | -     |
| 1970 | 2 037    | 2 722 |
| 1989 | 2 387    | 350   |
| 1994 | 2 200    | 187   |
| 2012 | 727      | 1 473 |
| 2018 | 619      | 108   |
| 2021 | 526      | 93    |
| 2024 | 447      | 79    |

## Doprava
Děbin leží na federální dálkové silnici R504 Kolyma, která spojuje Magadan s Jakutskem. V tomto místě odbočuje silnice směrem jihozápadně do Siněgorje, které se nachází asi 30 km podél řeky Kolymy přímo pod přehradou. Další silnice vede z Děbinu podél levého břehu Kolymy, pokračuje směrem dolů a vede do osady Elgen a opuštěné vesnice Taskan, s odbočkou do vylidněného sídla Verchnij At-Urjach.

## Kultura
V děbinské nemocnici se nachází pokojové muzeum Varlama Tichonoviče Šalamova, který v posledních letech svého věznění v pracoval v místní nemocnici nejprve jako sádrový technik, zdravotní pomocník a poté i vrchní záchranář na chirurgickém oddělení. V roce 2007, při příležitosti 100. výročí spisovatelova narození, vznikla místnost - Muzeum V. T. Šalamova. Expozice zahrnuje kopie archivních dokumentů, domácí potřeby, které vězni používali při pobytu v kolymských táborech, a lékařské nástroje od personálů Ústřední nemocnice.